# Menhir von Cabezo

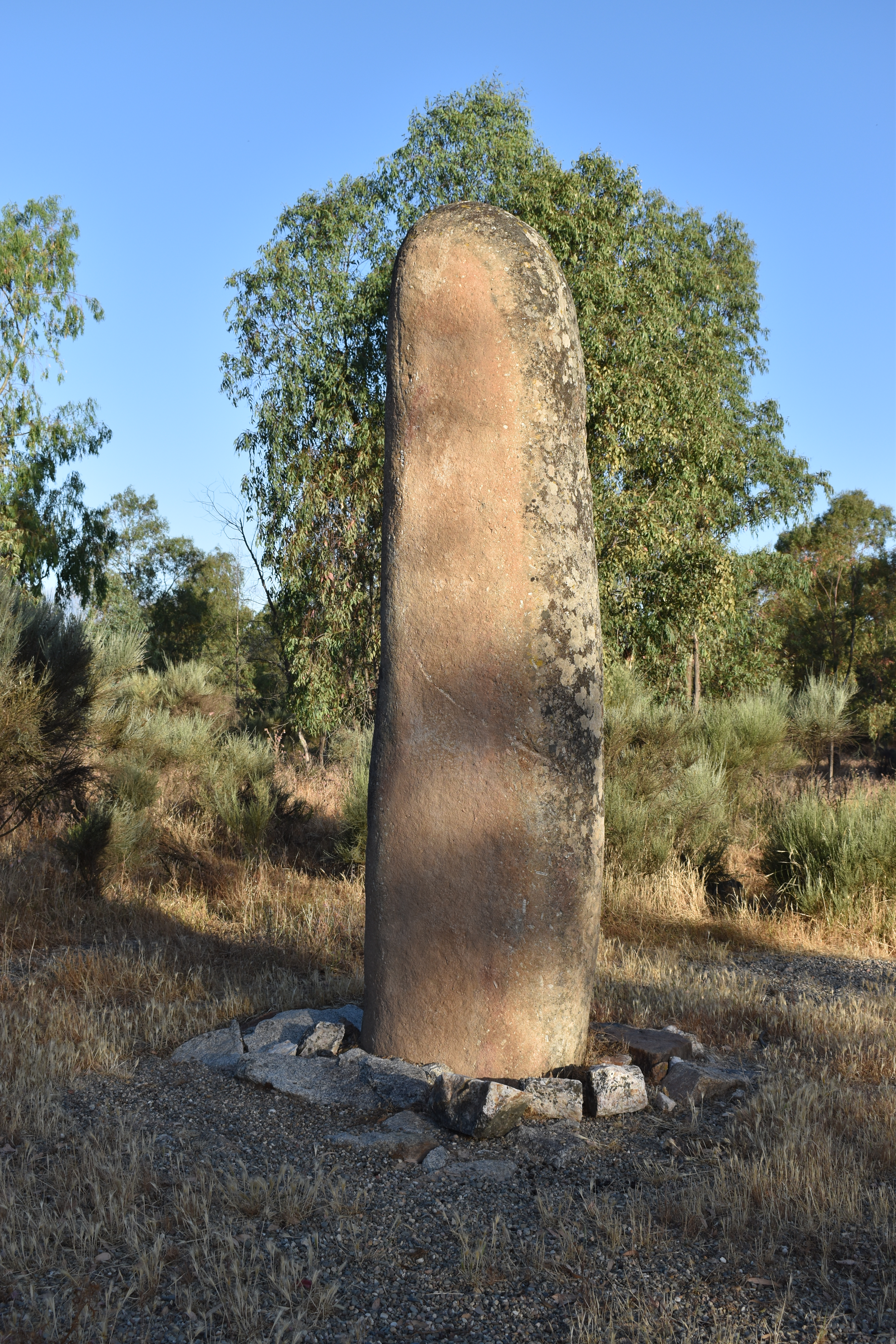
Menhir von Cabezo

Der Menhir von Cabezo (spanisch Menhir del Cabezo) ist ein Granitstein, der bei Alcántara nahe der Grenze zu Portugal, die der Rio Sever bildet, in der Extremadura in Spanien wahrscheinlich am ursprünglichen Ort seiner Errichtung lag und im Jahre 2015 wieder aufgerichtet wurde. 
Der 4,65 m lange Menhir von Cabezo (der sechstgrößte in Spanien) ist der größte und einer der wenigen, die in der Alta Extremadura erhalten sind. Er hat einen maximalen Durchmesser von 1,2 Metern. Der Menhir hat ein Paar etwa 15 und 25 cm große Schälchen in jedem der beiden Enden und entlang dem Rest des Körpers mehrere kleinere.